# Orde de la Corona de Tailàndia
L'Orde de la Corona de Tailàndia (en thai: เครื่องราชอิสริยาภรณ์อันมีเกียรติยศยิ่งมงกุฎไทย) és un dels tres ordes de cavalleria actualment vigents a Bèlgica. És l'orde militar i civil més important de Tailandesa, constituït l'11 de juliol de 1885 amb el nom del rei Chulalongkorn.

## Graus
Hi ha cinc graus:
 Gran cordó
 Gran coix
 Gran oficial
 Commanador
 Oficial
 Cavaller
 Gold Medal
 Silver Medal